# Classe Alberto di Giussano
La classe Alberto di Giussano (generalmente abbreviata in classe Di Giussano) ha costituito la prima delle cinque classi di incrociatori leggeri della Regia Marina della serie "Condottieri".

## La nascita del progetto
Tra le due guerre mondiali le potenze mondiali iniziarono una corsa agli armamenti per ottenere la supremazia sui mari. Nel 1926 la Francia iniziò a produrre la classe Le Fantasque di cacciatorpediniere, che erano superiori in dislocamento e potenza di fuoco ai cacciatorpediniere dell'epoca. Per contrastare la minaccia francese la Regia Marina decise di produrre una nuova classe di incrociatori di dimensioni intermedie tra la nuova classe di cacciatorpediniere francesi e gli incrociatori dell'epoca. In effetti furono rozzamente equivalenti alla classe Leander britannica.
Gli incrociatori tipo Condottieri, battezzati in onore di condottieri del periodo medievale e rinascimentale italiani, vennero realizzati in una sequenza di cinque classi distinte, che dimostrano una chiara linea evolutiva.
Ogni classe prende il nome dalla prima nave del gruppo:
- Classe Alberto di Giussano:
  - Alberto di Giussano
  - Alberico da Barbiano
  - Bartolomeo Colleoni
  - Giovanni delle Bande Nere
- Classe Luigi Cadorna:
  - Luigi Cadorna
  - Armando Diaz
- Classe Raimondo Montecuccoli:
  - Raimondo Montecuccoli
  - Muzio Attendolo
- Classe Duca d'Aosta:
  - Emanuele Filiberto Duca d'Aosta
  - Eugenio di Savoia
- Classe Duca degli Abruzzi:
  - Luigi di Savoia Duca degli Abruzzi
  - Giuseppe Garibaldi

## Evoluzione
L'evoluzione ha visto un progressivo aumento della corazzatura, molto ridotta e priva di capacità pratiche di difesa nei modelli iniziali, con uno spessore in millimetri di protezione della cintura che non raggiungeva la velocità in nodi (Di Giussano: 25 mm contro 42 nodi mostrati alle prove), per arrivare ai 130 mm nel quinto gruppo, costituito da Duca degli Abruzzi e Garibaldi. Questo si sarebbe visto anche in azioni di guerra, con i primi incrociatori affondati con facilità (come il Bartolomeo Colleoni contro il HMS Sidney) mentre il Garibaldi sopravvisse a due siluri del sommergibile britannico HMS Upholder diventando poi la prima unità missilistica italiana. Anche l'armamento e le sovrastrutture vennero molto modificate nel corso della produzione.
Gli incrociatori del primo gruppo, costituito dai quattro Di Giussano, vennero progettati dal generale Giuseppe Vian. La loro costruzione venne avviata nel 1928 con le unità che entrarono tutte in servizio nel 1931. Nella loro progettazione venne data priorità alla velocità con impianti motori equivalenti a quelli degli incrociatori pesanti classe Zara; erano dotati di una buona potenza di fuoco, ma a causa dell'enfasi data alla velocità erano protetti da una corazzatura minima ed insufficiente contro i cannoni di cui erano dotati mentre la protezione subacquea era completamente mancante. In conseguenza di ciò tutte le unità del tipo Di Giussano furono affondate da siluri nemici: il Colleoni nel 1940 nel corso della Battaglia di Capo Spada, l'Alberto di Giussano e l'Alberico da Barbiano nel 1941 nel corso della Battaglia di Capo Bon e il Giovanni delle Bande Nere nel 1942 al largo di Stromboli.
Le due unità tipo Cadorna mantennero le caratteristiche principali con cambiamenti minori. Per il tipo Di Giussano e per il tipo Cadorna più che di incrociatori leggeri si può parlare di grossi esploratori.
Veri e propri incrociatori leggeri furono quelli a partire dal tipo Montecuccoli che furono maggiormente modificati, più pesanti, significativamente meglio protetti e con motori migliorati per mantenere la velocità richiesta. Il Raimondo Montecuccoli esiste ancora, almeno in parte: un suo impianto binato di cannoni a culla unica (senza torretta e culatte) fa la guardia minacciosamente sulla città di Perugia, e vicino vi è anche l'albero su cui sono state annotate le miglia percorse «con efficienza con audacia».
Le due unità del tipo Duca d'Aosta continuarono la tendenza con un maggiore spessore della corazzatura e un nuovo aumento della potenza dei motori: completarono così la transizione sacrificando un poco di velocità per un'armatura ancora migliore e i cannoni aggiuntivi per le batterie secondarie.
Nel 1938 ci si rese conto, finalmente, che i 4 Di Giussano e i 2 Cadorna erano troppo poco corazzati per affrontare le unità britanniche (dopo il 1935 la pianificazione militare italiana non era rivolta solo all'ipotesi di guerra con la Francia e la Jugoslavia), si pensò allora di trasformarli in unità antiaeree. Proprio in quegli anni la Royal Navy stava trasformando alcuni vecchi incrociatori della prima guerra mondiale in navi contraeree, per garantire la protezione della flotta e delle linee di comunicazioni marittime nelle acque costiere; l'idea venne discussa in molte marine estere e copiata dalla US Navy. Gli incrociatori antiaerei avevano infatti un notevole vantaggio di stabilità rispetto ai caccia torpedinieri, riuscendo ad effettuare un tiro più continuo e preciso, oltre a trasportare un numero di pezzi superiori e meglio serviti dal controllo di fuoco. Per ragioni di costi si ipotizzò prima di trasformare solo i 4 Di Giussano, poi solo i primi due di tale sottoclasse, in attesa che altre unità similari (la sottoclasse Costanzo Ciano da 12.000 tonnellate, tipo Garibaldi migliorato, e formata da due unità Costanzo Ciano e Luigi Rizzo, previste nel 1938 per il 1941-1942, annullate nel giugno 1940) prendessero servizio. Questa trasformazione sarebbe stata molto estesa (e razionale), con una riduzione dell'ipertrofico apparato motore (2 caldaie in meno, con una maggiore economicità d'esercizio e una velocità ridotta), una nuova disposizione delle plance e degli organi di direzione del tiro, ed un armamento antiaereo molto potente: inizialmente pensata su 16 cannoni da 90/50 in postazione singole e 20 mitragliere da 20/65 in 10 impianti binati, fu poi portata su 4 cannoni da 135/45, 12 da 90/50, 8 mitragliere da 37/54 e 16 da 20/65. Questa seconda ipotesi avrebbe garantito una buona difesa contro il naviglio leggero nemico, utilizzando, tra l'altro, l'ottimo pezzo leggero da 135/45, meno potente e con una gittata inferiore rispetto al 152/53 originale, ma notevolmente preciso e dal tiro molto più celere. Sarebbero state unità molto adatte a compiti di scorta, sia per la flotta da battaglia sia, soprattutto per i convogli (visto anche il permanere di una scarsa corazzatura, malgrado si volesse migliorare anche solo leggermente la nulla protezione subacquea con eventuali controcarene, che però non furono inserite nel progetto "definitivo"). Si decise però di abbandonare questo progetto per concentrare le risorse disponibili sul completamento delle corazzate, un'ossessione, questa, tipica della seconda metà degli anni '30, quando si ricostruirono le quattro vecchie (e sostanzialmente inutili) corazzate superstiti della prima guerra mondiale e si iniziò a varare le nuove 35.000 tonnellate classe Vittorio Veneto, che assorbirono risorse economiche e industriali necessarie anche altrove.
Anche per questo la sottoclasse Costanzo Ciano non vide la luce. Sarebbe stata l'ultima modifica della classe Condottieri, con un dislocamento doppio rispetto alle prime unità, ed una corazzatura finalmente adeguata (con spessori aumentati rispetto alla sottoclasse Duca degli Abruzzi di 5–10 mm in ogni comparto, fino ad arrivare a 140 mm nel torrione e nell'armamento principale), anche se si cercò ancora di farne delle unità velociste (33 nodi, con un apparato motore di ben 115.000 hp), l'armamento antinave sarebbe stato quello standard della classe su 10 cannoni da 152/55 (lo stesso del Duca degli Abruzzi, ovvero modello 1934, oppure il successivo modello 1936, con molti miglioramenti rispetto al 152/53 modello 1926 dei primi Condottieri), ma l'armamento antiaereo sarebbe stato finalmente adeguato (8 cannoni da 90/53, 8 cannoni 37/54, 12 cannoni 20/65 o 20/75, questi ultimi integrabili con ulteriori armi di questo tipo, anche singole). Proprio in quegli anni ci si rese conto, anche se solo in parte, che l'arma aerea iniziava a rappresentare un pericolo per le grandi unità, mentre la Royal Navy disponeva di una nutrita aviazione imbarcata, quindi, almeno nei progetti, si pensò di rafforzare le deboli difese antiaeree delle unità italiane. Con questi progetti (la cui seconda unità venne rinominata subito Venezia, visto che Luigi Rizzo era ancora vivente e nominare un'unità con il nome di un ammiraglio vivente è considerato di malaugurio per entrambi) terminò, dopo poco più di 10 anni, il percorso concettuale della classe Condottieri.